# Augusta Oldenburg
Augusta Oldenburg (ur. 8 kwietnia 1580 w Kolding, zm. 5 lutego 1639 w Husum) – księżniczka Danii i Norwegii oraz poprzez małżeństwo księżna Holsztynu-Gottorp.

## Życiorys
Urodziła się jako trzecia córka (szóste spośród ośmiorga dzieci) króla Danii i Norwegii Fryderyka II i jego żony królowej Zofii.
30 sierpnia 1596 w Kopenhadze poślubiła księcia Holsztynu-Gottorp Jana Adolfa. Para miała ośmioro dzieci:
- Fryderyka III (1597–1659)
- księżniczkę Elżbietę Zofię (1599–1627)
- księcia Adolfa (1600–1631)
- księżniczkę Dorotę Augustę (1602–1682)
- księżniczkę Jadwigę (1603–1657)
- księżniczkę Annę (1605–1623)
- Jana X (1606–1655), przyszłego księcia-biskupa Lubeki
- księcia Chrystiana (1609–1609)